# 5682 Beresford
5682 Beresford è un asteroide areosecante. Scoperto nel 1990, presenta un'orbita caratterizzata da un semiasse maggiore pari a 2,2970324 UA e da un'eccentricità di 0,2997695, inclinata di 7,94979° rispetto all'eclittica.